# Mammacyon
Mammacyon è un mammifero carnivoro estinto appartenente agli anficionidi, vissuto in Nordamerica tra il piano Rupeliano dell'Oligocene e il piano Aquitaniano del Miocene.
Simile e contemporaneo al genere affine Temnocyon, è stato ritrovato in Nebraska, Wyoming, Oregon, Sud Dakota, ma anche in Florida, lasciando intendere che fosse attivo anche nelle zone intermedie tra questi stati, anche se l'attuale documentazione fossile non ne dà ancora riscontro. 

## Descrizione
L'animale è stato stimato con un peso approssimativo di 39 chilogrammi.
La dentatura di Mammacyon è più derivata rispetto a quella di Temnocyon: presenta un secondo molare più allungato privo del metaconide del carnassiale; i premolari diventano più robusti e ampi. Inoltre, il carnassiale superiore e il primo molare sono specializzati per schiacciamento e taglio. La metà linguale di M1 è molto allargata e ha un protocone isolato posizionato centralmente e ipertrofico cingolo linguale. Questa è la prima dentizione specializzata per lo schiacciamento evoluta dagli anficionidi. Anche se il carnassiale superiore conserva ancora una lama di taglio efficace, il dente diventa particolarmente massiccio e robusto, con un protocone allargato e cingolo interno, efficace per la frantumazione di materiali duri in compagnia dei premolari anteriori.
Come tutte le specie di temnocionini, anche Mammacyon presenta ossa metapodiali allungate a dimostrare che l'animale possedeva arti lunghi e camminava in modo digitigrado.

## Classificazione
La specie tipo è M. obtusidens, vissuta da 26,3 a 20,43 milioni di anni fa ed è stata ritrovata in Nebraska, Sud Dakota e Florida. Una seconda specie, M. ferocior, è stata recentemente scoperta (uno scheletro incompleto) a Keeline in Wyoming.